# Tiéfolo Diarra
Pour les articles homonymes, voir Diarra.
Tiéfolo Diarra est un roi du Royaume bambara de Ségou. Frère de Da Diarra, il règne de 1827 à 1840. Son frère Kirango Ba lui succède,.
Il fait tout pour que Tiècoura Diarra, fils de Da Diarra, ne monte pas sur le trône.